# Forze armate maltesi
Le Forze armate maltesi (in maltese Forzi Armati ta' Malta, in inglese Armed Forces of Malta, AFM) sono l'insieme delle componenti militari della Repubblica di Malta.

## Storia

### L'isola dei Cavalieri
Prima dell'occupazione napoleonica del 1798, le forze armate dello stato dei Cavalieri Ospitalieri comprendevano la Squadra dell'Ordine (ovvero la Marina del Sovrano Militare Ordine di Malta) che allineava due vascelli, due fregate, quattro galere più naviglio minore e due reparti di fanteria di marina: il Battaglione dei Vascelli ed il Battaglione delle Galere. La "Truppa Regolata", ovvero l'esercito permanente, era formata da circa 1500 soldati, in maggior parte stranieri provenienti da tutta Europa; essa comprendeva, oltre ai due battaglioni da sbarco, la Guardia del Gran Maestro, formata da 200 uomini di guarnigione presso il forte Sant'Elmo; il Reggimento di Malta era l'unità di fanteria più importante della "Truppa Regolata", formata da 1000 soldati, comandanti da Cavalieri dell'Ordine; il Reggimento di Cavalleria era formato da 200 cavalleggeri regolari e 300 miliziani feudali; la Compagnia dei Bombardieri riuniva i serventi dei 910 cannoni delle fortificazioni maltesi. A queste truppe permanenti si aggiungeva un reparto di cacciatori, il Reggimento del Falconiere: si trattava di una milizia scelta formata da 800 contadini maltesi, posti al comando del Falconiere, ovvero l'ufficiale che un tempo addestrava il falco che i re di Sicilia pretendevano ogni anno come omaggio feudale dai Cavalieri per la concessione dell'isola.
A supporto di questi 2210 uomini, relativamente addestrati e disciplinati, in caso di necessità poteva essere richiamata la Dejma, l'antica milizia costituitasi nel medioevo a difesa delle incursioni corsare. Essa era reclutata tra tutta la popolazione maschile dell'arcipelago e poteva raggiungere i 10000 uomini. Era suddivisa in:
- Battaglione della Bolla: tre compagnie di artigiani "Palazzo", "Valletta" e "Floriana"
- cinque Reggimenti Urbani: "Nobile", "Valletta", "Vittoria", "Senglea", "Bucola"
- sei Reggimenti di Campagna: "Birkirkara", "Qormi", "Naxxar", "Zebbug", "Luqa", "Zejtun"
- Milizia di Gozo
  - un Reggimento di Guardacoste: 1200 uomini su quattro compagnie[3]
  - un Reggimento di Moschettieri: 800 uomini su quattro compagnie[3]
  - una Compagnia di Cavalleria: 30 cavalleggeri[3]
  - Cannonieri guardacoste: 280 uomini[3]

### Il dominio britannico
Il dominio dei cavalieri finì quando Malta venne presa da Napoleone che si stava dirigendo verso la campagna d'Egitto nel 1798. I Maltesi si ribellarono, la Gran Bretagna e il Regno di Sicilia mandarono munizioni e aiuti ai ribelli e la Royal Navy istituì l'embargo dell'isola, facendo sì che nel 1800 i francesi si arrendessero. Con la fine dell'occupazione francese e l'annessione all'Impero Britannico, il brigadier generale Thomas Graham costituì nell'aprile 1800 il primo reparto maltese del British Army, ovvero il battaglione della Maltese Light Infantry. Questa unità fu sciolta nel 1802 per costituire due Maltese Provincial Battalions di fanteria, la Malta Coast Artillery ed il battaglione Maltese Veterans. Nel 1815, nell'ambito della riorganizzazione delle milizie locali che seguì il Trattato di Parigi, i quattro reparti maltesi furono sciolti e confluirono in un nuovo reggimento di fanteria denominato Royal Malta Fencible Regiment; i "fencibles" erano reggimenti costituiti nel Regno Unito e nelle colonie dal periodo della guerra d'indipendenza americana fino alla fine dell'800 per la difesa territoriale, formati da volontari inquadrati da ufficiali dell'esercito regolare. Nel 1861 la regina Vittoria, in segno di riconoscimento, dispose che dal 25 gennaio questa unità di fanteria fosse riconvertita nel reggimento di artiglieria Royal Malta Fencible Artillery. Durante la guerra anglo-egiziana del 1882 un distaccamento di 100 volontari comandati dal capitano Portelli e dai tenenti Cavarra, Mattei e Trapani presero parte alle operazioni. In seguito, il 23 marzo 1889, il reggimento fu trasformato nel corpo della Royal Malta Artillery (RMA) e fu decretata la formazione sull'isola di un reggimento di milizia, il Royal Malta Regiment (Militia). In seguito alla visita di Edoardo VII del 16 aprile 1903, quest'ultima unità venne ridenominata King's Own Malta Regiment of Militia.

### Prima guerra mondiale
Durante la Grande Guerra, numerosi ufficiali e soldati maltesi del King's Own Malta Regiment of Militia e della Royal Malta Artillery (RMA) furono distaccati a Gallipoli, Salonicco e sul fronte europeo. Inoltre 778 maltesi servirono nella Royal Air Force e nella Royal Naval Reserve, mentre 1000 operai del Maltese Labour Battalion furono inviati nei Dardanelli. Con la smobilitazione del dopoguerra, nel 1923 il reggimento della milizia venne sciolto, per essere poi nuovamente ricostituito nel 1931 come King's Own Malta Regiment (KOMR) del Regular Army.

### Seconda guerra mondiale
Durante la seconda guerra mondiale il KOMR e la RMA si distinsero nell'assedio da parte delle forze dell'Asse, pesantemente bombardata in preparazione alla (mai avvenuta) Operazione C3. Con l'arruolamento di nuove reclute furono formati nuovi reggimenti e batterie antiaerea ed anti-sbarco della RMA, il cui ordine di battaglia nel 1941 era il seguente:
- Royal Malta Artillery HQ (Forte Sant'Elmo)
- 1st Coast Regiment (Forte San Rocco)
- 2nd HAA[12] Regiment (Tigne)
- 3rd LAA[13] Regiment (Forte Sant'Elmo)
- 5th Coast Regiment
- 5th HAA Battery (Delimara)
- 6th HAA Battery (Marfa)
- 7th HAA Battery (Luqa)
- 14th HAA Battery
- 8th Searchlight Battery (Marfa)
- 11th HAA Regiment RMA (unità territoriale)

Il KOMR fu portato a quattro battaglioni:
- 1st Battalion, KOMR
- 2nd Battalion, KOMR
- 3rd Battalion, KOMR
- 10th Battalion, KOMR (Territorial)

I soldati maltesi erano inoltre impegnati nella movimentazione delle merci scaricate dai convogli navali, nella sorveglianza dei magazzini e nel ripristino delle piste d'aviazione sconvolte dai bombardamenti. Nel dopoguerra il KOMR venne trasferito al Territorial Army, mentre il 1º Reggimento della RMA servì dal 1962 al 1970 nel British Army of the Rhine in Germania.

### L'indipendenza
Malta divenne indipendente nel 1964. Nell'agosto 1970, con apposita legge del parlamento, nacque il primo nucleo delle forze armate indipendenti maltesi, la Malta Land Force (MLF). Fu formata inizialmente da 500 maltesi (con relative armi ed attrezzature) trasferiti dal British Army, ai quali si unirono 100 soldati del disciolto 24th Malta Fortress Squadron dei Royal Engineers ed altri del Malta Signal Squadron. La MLF venne costituita su una componente regolare formata dal quartier generale (HQ, RMA), dal 1st Regiment, RMA e dalla banda della Royal Malta Artillery e su una componente riservista rappresentata dal 3/11th AD Regiment RMA e dal 1st Battalion del King's Own Malta Regiment.
Nel 1972 il 3/11th Regiment ed il KOMR furono sciolti e sostituiti dagli Emergency Labour Corps, nei quali i volontari prestavano servizio per un anno, in seguito al quale venivano incorporati come riservisti nei Pioneer Corps. La Malta Land Force fu ridenominata, il 19 aprile 1973, Armed Forces of Malta; queste avevano in forza 4000 uomini organizzati sul 1st Regiment of Royal Malta Artillery e su tre (1st, 2nd e 3rd) battaglioni di Malta Pioneer Corps (MPC). Nel 1974 Malta divenne una repubblica e la Royal Malta Artillery fu quindi sciolta. Il reggimento fu ridenominato 1st Regiment of Armed Forces of Malta, al quale seguirono il 2nd e nel 1992 il 3rd. I battaglioni di Pioneer Corps nel 1975 furono ridotti a due (1st e 3rd) ed infine fusi in un unico reparto di circa 3000 unità, mentre il 2nd Battalion fu trasformato in un nuovo corpo della milizia, la Dirghajn il-Maltin.
Nel 1980 alcune unità delle AFM furono assegnate ad un comando separato, denominato Task Force, al comando di un colonnello e basato su un quartier generale, una Infantry Company, un Maritime Squadron ed il Helicopter Flight. I Pioneer Corps e la Dirghajn il-Maltin confluirono nella Dejima, la milizia. Nel 1988 i due comandi riconfluirono in un'unica struttura al comando di un brigadier generale. Nel 1992 una nuova riforma portò alla riorganizzazione delle AFM su:
- Headquarters
- 1st Regiment, AFM: unità di fanteria
- 2nd Regiment, AFM: unità interforze composta da:
  - Air Squadron
  - Maritime Squadron
  - Air Defence Battery
- 3rd Regiment, AFM: unità logistica

In supporto a queste forze regolari, nel 1998 fu istituita la Emergency Volunteer Reserve Force (EVRF)
Nel 2006 infine ha preso forma l'attuale configurazione delle forze armate maltesi: il 2nd Regiment è stato sciolto e l'Air Wing (ridenominazione dell'Air Squadron) ed il Maritime Squadron sono stati elevati a livello reggimentale, mentre la Air Defence Battery è stata incorporata al 1st Regiment come Air Defence and Support Company (ADSC). Da singole sezioni e distaccamenti tratti delle altre unità è stato infine costituito il 4th Regiment.

## Organizzazione

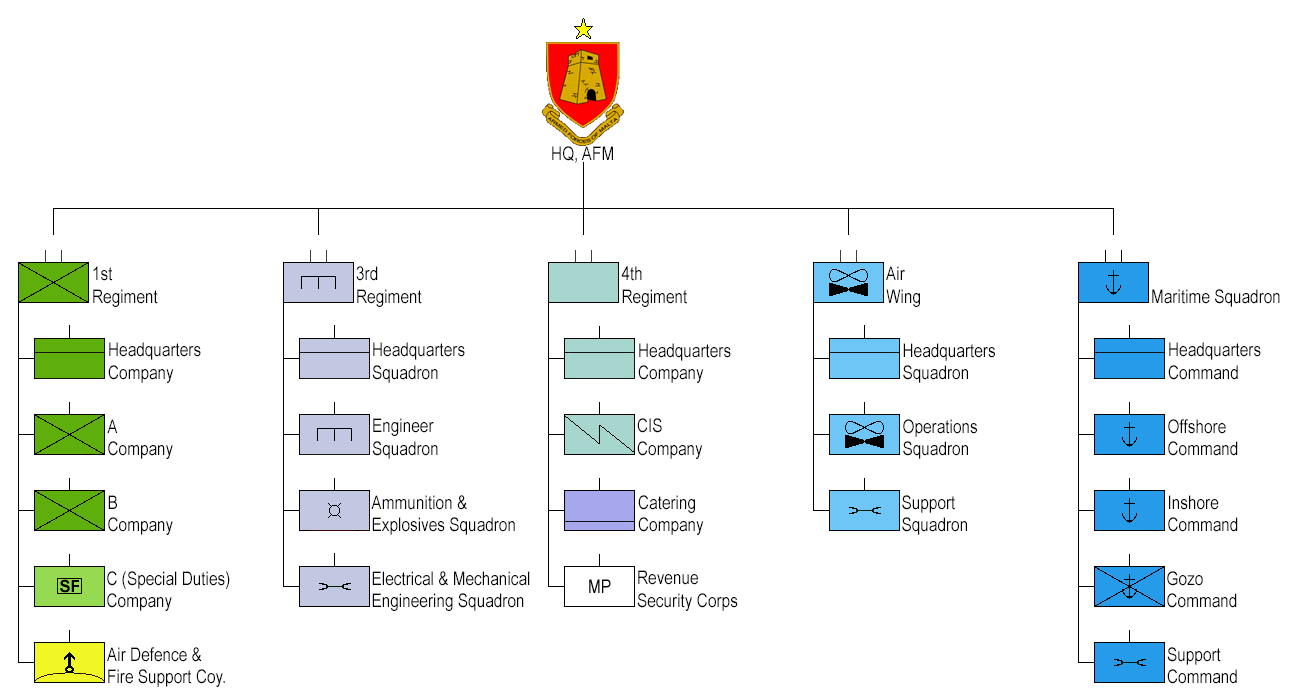
Struttura delle AFM.

A Malta non vige la coscrizione obbligatoria e le AFM sono organizzate su base volontaria. Le donne hanno accesso alle forze armate regolari ed alla riserva fin dal 1982. Uomini e donne possono essere arruolati al compimento di 17 anni e 6 mesi di età. Nel 2010 tra i 95.499 uomini e le 90.919 donne in età di leva (17,5-49 anni), risultavano abili al servizio militare 79.645 uomini e 75.684 donne. Malta risulta 131ª nella graduatoria dei bilanci militari, con una spesa di 51.600.000 USD, corrispondente allo 0,7% del PNL.

### Quartier generale
Il quartier generale delle Forze Armate Maltesi (HQ, AFM) è il centro di comando delle Forze Armate di Malta ed è suddiviso in quattro aree principali.
- Operations Branch: area operazioni
- Training Branch: area addestramento
- Administration & Personnel Branch: area amministrazione e personale
- Logistics Branch: area logistica
- European Union Security Defence Policy Branch: area per le politiche di sicurezza dell'Unione europea
- Public Information Cell: cellula rapporti con il pubblico
- Intelligence Cell: cellula intelligence
- Legal Office: ufficio legale
- Audit & inspectorate Branch: area audit ed ispettorato

### 1st Regiment, AFM
Il 1º Reggimento è la componente di terra delle AFM ed ha la responsabilità primaria per la difesa territoriale del paese. Strutturato come unità di fanteria, il reggimento è diviso in tre compagnie di fucilieri, una compagnia di supporto ed una compagnia comando.
- A Company: è responsabile per la sicurezza negli aeroporti, fornendo la sorveglianza dei punti di accesso ai terminal aeroportuali ed alle aree sensibili e conducendo servizio di pattuglia lungo il perimetro delle piste. Il personale si occupa inoltre del controllo dei documenti e dei movimenti dei passeggeri e della gestione del servizio di videosorveglianza. Ha sede presso l'Aeroporto Internazionale di Malta.[18]
- B Company: è responsabile della sicurezza interna ed opera in stretta collaborazione con la Malta Police Force (la polizia maltese). Effettua pattuglie terrestri e posti di blocco in funzione anti-immigrazione clandestina e contro lo spaccio di stupefacenti. Fornisce inoltre la sorveglianza per gli edifici governativi ed ha sede presso Ħal Far, dove si trova il più principale campo d'accoglienza per immigrati.
- C (Special Duties) Company: è forza di reazione rapida della AFM, a disposizione del governo nazionale ma dell'ONU e dell'OSCE.[18] Funge anche come unità di formazione della fanteria per la AFM e ha sede presso Hal-Far. Inquadra il 1st Special Force Platoon, l'unica unità di forze speciali delle AFM.[18] addestrato dal 9º Reggimento d'assalto paracadutisti "Col Moschin".
- Air Defence and Support Company (ADSC): è l'unità di artiglieria delle AFM. Oltre ad effettuare il supporto di fuoco per le altre unità di fanteria con mitragliatrici, mortai e lanciarazzi, il suo compito primario è la difesa aerea, rivolta soprattutto alla difesa di punto dell'aeroporto internazionale e di altre aree sensibili dell'arcipelago. Inoltre funge da scuola comando per gli allievi sottufficiali, da centro di addestramento per la fanteria e per le attività cerimoniali (infatti la compagnia esegue anche le salve di saluto nelle cerimonie solenni). Infine è responsabile dell'amministrazione e dell'addestramento della Emergency Volunteer Reserve Force.
- HQ Company: la compagnia comando coordina e controlla tutte le attività del reggimento e comprende le sezioni trasporto, polizia militare, trasmissioni, pionieri eccetera.[19]

### Air Wing
Lo stormo aereo maltese costituisce la componente aeronautica delle AFM. Ha la responsabilità per la sicurezza dello spazio aereo di Malta ed effettua attività di pattugliamento marittimo, ricerca e soccorso e trasporto aereo governativo. Ha sede presso l'Aeroporto Internazionale di Malta.

### Maritime Squadron
La Squadra marittima maltese rappresenta la componente navale delle AFM. Ricopre una vasta gamma di funzioni, tra cui la guardia costiera, polizia di frontiera, polizia marittima, controllo pesca e ricerca e soccorso.

### 3rd Regiment, AFM
Il 3º Reggimento è l'unità di supporto principale di tutte le AFM. È costituito da tre sezioni operative.
- Combat Engineer Squadron: è un reparto di genio militare e fornisce supporto tecnico.
- Ammunition and Explosives Company: è responsabile dello stoccaggio ed il controllo di tutti i tipi di munizioni in possesso delle AFM così come degli esplosivi per uso civile. Comprende una unità di artificieri), il Explosive Ordnance Disposal (EOD), IED & Divers Platoon, responsabile del rilevamento e dell'eliminazione di bombe e altri dispositivi esplosivi sia terrestri che subacquei, soprattutto residuati della seconda guerra mondiale; si occupa inoltre dei controlli di sicurezza presso la Camera dei Rappresentanti.
- Electrical and Mechanical Engineering Squadron: è il reparto incaricato della riparazione e la manutenzione di tutti i mezzi e gli equipaggiamenti delle AFM.
- HQ Company.

### 4th Regiment, AFM
Ultima unità in ordine di tempo ad essere istituita, il 4º Reggimento raggruppa:
- AFM Band: la banda delle AFM partecipa alle cerimonie pubbliche ed alle parate. Il personale, che compie il normale addestramento basico al combattimento, in situazioni di emergenza è chiamato a supportare le altre unità.
- Revenue Security Corps: è un'unità di polizia tributaria che si occupa anche della prevenzione del contrabbando e della contraffazione monetaria. È anche responsabile del servizio di sicurezza e scorta per le banche commerciali.
- Communications Information Systems Company: la compagnia C3I è responsabile della gestione del sistema di comunicazione e comando dell'Operations' Centre (OPCEN) di Luqa. Gestisce inoltre la rete radar costiera e coordina il soccorso in mare.
- AFM Training School: la scuola gestisce l'addestramento, la formazione e la valutazione di tutto il personale delle AFM.
- Catering Company: è l'unità incaricata della gestione delle mense delle caserme ed al seguito delle truppe dispiegate.
- HQ Company: compagnia comando su sezione trasporti, due plotoni pionieri ed un'armeria

### Emergency Volunteer Reserve Force
L'Emergency Volunteer Reserve Force (EVRF) è una forza di riserva, costituita da personale richiamato in servizio in caso di emergenza per supportare la ADSC del 1º Reggimento. I riservisti in particolare sono chiamati a svolgere compiti di protezione civile in caso di calamità, la sorveglianza di punti sensibili in caso di emergenza e ad appoggiare con il fuoco le unità di fanteria. Il personale reclutato proviene da tutti gli strati della popolazione e da tutte le professionalità della vita civile e viene richiamato in servizio un mese all'anno, periodo che culmina con la settimana di campo.

## Missione Italiana di Collaborazione nel Campo della Difesa
La presenza della missione militare italiana a Malta prese forma come missione di assistenza tecnica e sviluppò su tre periodi di tempo: tra il 1973 e il 1979, poi tra il 1981 e il luglio 1988 ed infine tra il luglio 1988 fino al 2016. La missione era composta da 37 militari delle quattro forze armate, dotati di due elicotteri AB212, 15 mezzi meccanici pesanti e 60 veicoli multiruolo, apparati di telecomunicazione ed armi. Le finalità della missione erano sia addestrative che operative: l'Aeronautica Militare svolgeva attività SAR con i due elicotteri, mentre il personale dell'esercito esplicava interventi di genio civile.

## Gradi
Le insegne di grado (così come le uniformi) derivano da quelle del British Army, dalle quali si distinguono per la torre in sostituzione della corona:
- Gunner
- Lance Bombardier
- Bombardier
- Sergeant
- Staff Sergeant
- Senior Sergeant Major
- Warrant officer Class 2
- Warrant Officer Class 1
- Second Lieutenant
- Lieutenant
- Captain
- Major
- Lieutenant Colonel
- Colonel (vice-capo di stato maggiore delle AFM)
- Brigadier (capo di stato maggiore delle AFM)

## Equipaggiamento

### Artiglierie
| Nome         | Origine          | Tipologia                         |
| ------------ | ---------------- | --------------------------------- |
| Bofors 40 mm | Svezia           | cannone antiaereo                 |
| ZPU-4        | Unione Sovietica | mitraglieria quadrinata antiaerea |
| 51 mm L9A1   | Regno Unito      | mortaio leggero                   |
| 81 mm L16    | Regno Unito      | mortaio                           |

### Veicoli
| Nome              | Origine     | Tipologia                      |
| ----------------- | ----------- | ------------------------------ |
| Land Rover Wolf   | Regno Unito | veicolo tattico leggero 4×4    |
| Iveco VM 90       | Italia      | veicolo tattico multiruolo 4×4 |
| Bedford TK        | Regno Unito | autocarro                      |
| Bedford TM        | Regno Unito | autocarro                      |
| Iveco ACM 90      | Italia      | autocarro                      |
| Fiat Ducato       | Italia      | furgone                        |
| Iveco Daily 35-10 | Italia      | ambulanza 4×4                  |

### Uniformi ed equipaggiamento personale
| Nome                                              | Origine     | Tipologia                                          |
| ------------------------------------------------- | ----------- | -------------------------------------------------- |
| M81 woodland                                      | Stati Uniti | uniforme da combattimento                          |
| Desert Camouflage Uniform                         | Stati Uniti | uniforme da combattimento desertica                |
| No.1: Ceremonial dress                            | Regno Unito | uniforme da parata invernale                       |
| No.2: Service dress (temperate parade uniform)    | Regno Unito | uniforme di servizio invernale                     |
| No.3: Warm weather ceremonial dress               | Regno Unito | uniforme da parata estiva                          |
| No.4: Service dress (warm weather parade uniform) | Regno Unito | uniforme di servizio estiva                        |
| 58 pattern webbing                                | Regno Unito | gibernaggio                                        |
| Personal Load Carrying Equipment                  | Regno Unito | gibernaggio usato dalla C (Special Duties) Company |
| Arktis webbing                                    | Stati Uniti | gibernaggio usato dalla C (Special Duties) Company |
| SPECTRA                                           | Stati Uniti | elmetto                                            |
| Sistema Compositi SEPT-2 PLUS                     | Italia      | elmetto                                            |
| Navy blue beret                                   | Regno Unito | berretto                                           |
| S10 NBC Respirator                                | Regno Unito | maschera antigas                                   |

### Armi portatili
| Nome                                                                | Origine          | Tipologia                           |
| ------------------------------------------------------------------- | ---------------- | ----------------------------------- |
| Beretta 92                                                          | Italia           | pistola semiautomatica              |
| Heckler & Koch MP5A4, MP5A5 e MP5K                                  | Germania         | pistola mitragliatrice              |
| Beretta M12                                                         | Italia           | pistola mitragliatrice              |
| Beretta AR 70/90                                                    | Italia           | fucile d'assalto                    |
| AK-47                                                               | Unione Sovietica | fucile d'assalto                    |
| FN FAL                                                              | Belgio           | fucile da battaglia                 |
| FN Minimi                                                           | Belgio           | mitragliatrice leggera              |
| Type 80                                                             | Cina             | mitragliatrice per impiego generale |
| PK                                                                  | Unione Sovietica | mitragliatrice per impiego generale |
| FN MAG                                                              | Belgio           | mitragliatrice per impiego generale |
| Browning M2                                                         | Stati Uniti      | mitragliatrice pesante              |
| SVD                                                                 | Unione Sovietica | fucile di precisione                |
| Accuracy International PM/L96, L115 (.338), AI96 (.308), AWM e AW50 | Regno Unito      | fucile di precisione/anti-materiale |
| RPG-7V                                                              | Unione Sovietica | lanciagranate anticarro             |
| M67                                                                 | Stati Uniti      | bomba a mano                        |
| MK3A2                                                               | Stati Uniti      | bomba a mano                        |
| SRCM Mod. 35                                                        | Italia           | bomba a mano                        |
| AN M18                                                              | Stati Uniti      | bomba a mano                        |
| M84                                                                 | Stati Uniti      | granata stordente                   |